# ويل شارب
ويل شارب (بالإنجليزية: Will Sharpe)‏ هو كاتب سيناريو بريطاني، ولد في 22 سبتمبر 1986 في حي كامدين في لندن في المملكة المتحدة.

## وصلات خارجية
- ويل شارب على موقع IMDb (الإنجليزية)
- ويل شارب على موقع روتن توميتوز (الإنجليزية)
- ويل شارب على موقع قاعدة بيانات الأفلام العربية
- ويل شارب على موقع ألو سيني (الفرنسية)
- ويل شارب على موقع قاعدة بيانات الفيلم (الإنجليزية)